# Elytroleptus similis
Elytroleptus similis är en skalbaggsart som beskrevs av Chemsak och Linsley 1965. Elytroleptus similis ingår i släktet Elytroleptus och familjen långhorningar. Inga underarter finns listade i Catalogue of Life.